# 凱伊爾·白朗寧
凱伊爾·白朗寧（Kayle Browning，1992年7月9日—）生於美國阿肯色州康威，是一名美國射擊運動員，主攻不定向飛靶項目，曾獲得2020年夏季奧林匹克運動會女子不定向飛靶銀牌。

## 外部連結
- ISSF（页面存档备份，存于）
- 凱伊爾·白朗寧的Instagram帳戶